# Стерлитамак (станция)
Стерлитама́к — участковая станция Башкирского региона Куйбышевской железной дороги в городе Стерлитамаке Республики Башкортостан. Открыта в связи строительством в 1934 году ветки Дёма — Ишимбаево в район нефтедобычи. В 1936 году ветка была передана в ведение Куйбышевской железной дороги.

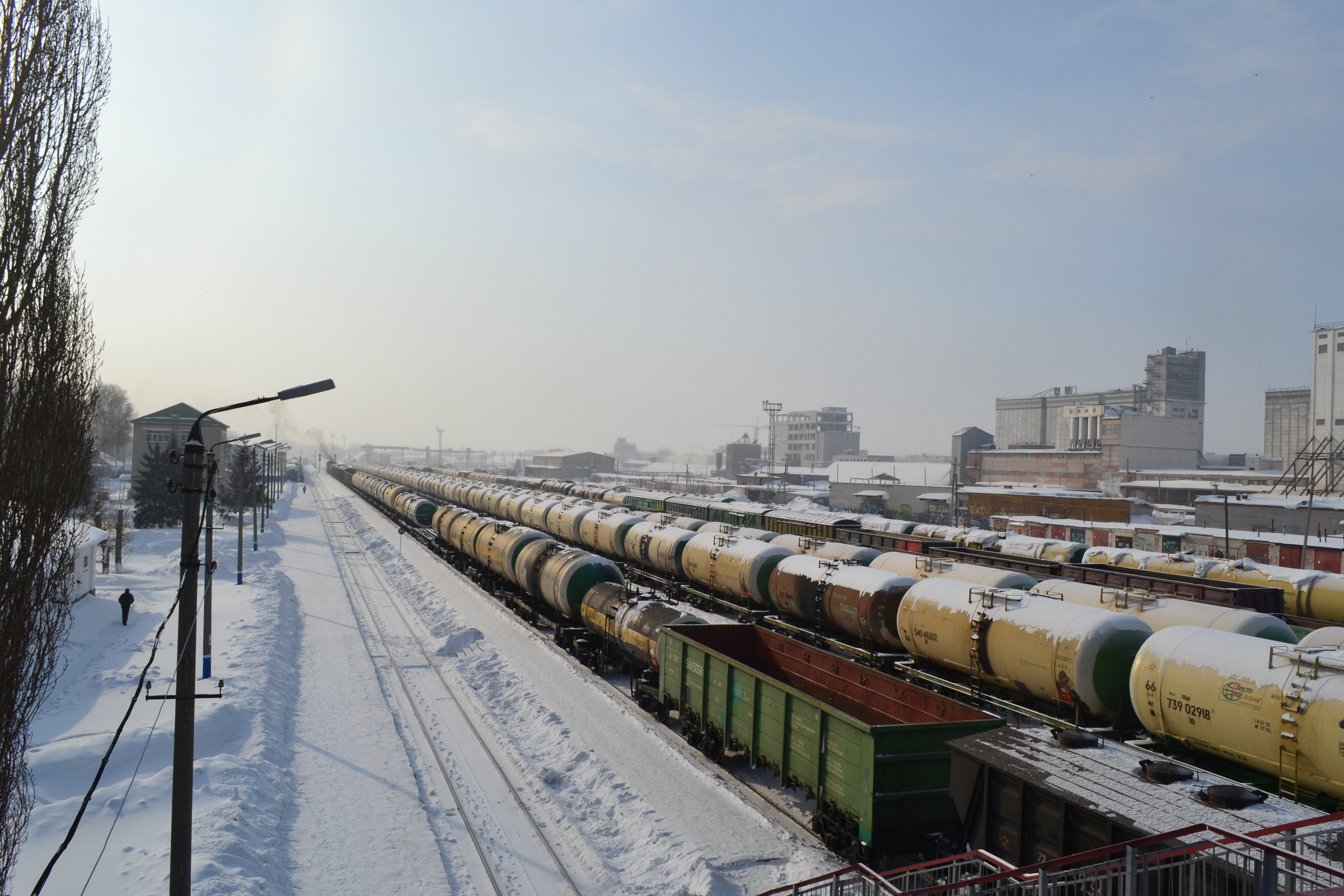
На пешеходном переходе через станцию Стерлитамак

## О вокзале
Для удобства пассажиров при пользовании железнодорожным транспортом вокзал ст. Стерлитамак располагает комплексом сооружений и обустройств, в который входят:
- здание вокзала;
- багажное здание;
- посадочные платформы, пешеходный мост;
- ряд сооружений служебно-технического назначения.

Здание вокзала представляет собой двухэтажное здание, в котором расположены: вестибюль, зал ожидания, зал ожидания для пассажиров с детьми, комнаты длительного отдыха, парикмахерская, турагентство, служебные помещения начальника станции.
На первом этаже в вестибюле расположены две билетные кассы, кабинет дежурного помощника начальника вокзала, окно справочного бюро, помещение для приемосдатчика груза и багажа. В зале имеются расписание пассажирских и пригородных поездов, выписка из правил перевозок пассажиров и багажа по железным дорогам.
В пассажирском зале ожидания расположенного на первом этаже вокзала находится диваны с посадочными местами, детский уголок.
Для хранения ручной клади имеются: автоматические камеры хранения, специальное помещение в подвале, которое служит для хранения забытых и найденных вещей.
На втором этаже вокзала находятся: комната длительного отдыха для пассажиров (три комнаты на восемь мест), туалетная комната, комната регистрации пассажиров и кабинет начальника вокзала.
Протяженность перрона первого пути 400 м, ширина 3 и 7 метров, общая площадь 2200 м2

## Сервис на вокзале
- Банкомат ВТБ24
- Терминал с справочной системой ИССУ (расписание поездов, стоимость билетов, наличие мест)
- Автоматическая камера хранения
- Комнаты длительного отдыха на 8 мест
- Бесплатная подзарядка мобильных устройств
- Бесплатный WI-FI

## Безбарьерная среда
В рамках программы ОАО РЖД для улучшения обслуживания маломобильных групп населения, на вокзале станции Стерлитамак были установлены пандусы для лёгкого доступа в вокзал и подъёма на пассажирскую платформу, также билетная касса № 2 была оборудована низким окошком для удобного пользования и индукционной петлёй для глухонемых.

## Безопасность пассажиров
- Для безопасности перехода пассажиров на 2 путь к 2 платформе станция Стерлитамак оборудована пешеходным мостом.
- Для безопасности пассажиров в здании ж.-д. вокзала установлен металлодетектор фирмы «Рубикон».
- Вокзал охраняется сотрудниками полиции, ведомственной охраной железнодорожного транспорта и ЧОП.
- На вокзале установлены системы круглосуточного видеонаблюдения.

## Дальнее сообщение
По состоянию на ноябрь 2021 года движение поездов дальнего следования по станции Стерлитамак отсутствует.
Движение пассажирских поездов 381/382 сообщением Уфа-Ташкент и 371/372 сообщением Уфа-Андижан отменено в марте 2020 года решением Узбекских железных дорог в связи с угрозой распространения коронавируса. По настоящее время курсирование поездов не возобновлено.

### Круглогодичное движение поездов
| № поезда | Маршрут движения | № поезда | Маршрут движения |
| -------- | ---------------- | -------- | ---------------- |
| 381/382  | Уфа — Ташкент    | 381/382  | Ташкент — Уфа    |

### Сезонное движение поездов
| № поезда | Маршрут движения | № поезда | Маршрут движения |
| -------- | ---------------- | -------- | ---------------- |
| 371/372  | Уфа — Андижан    | 381/382  | Андижан — Уфа    |

В прошлом объём движения поездов дальнего следовании по станции Стерлитамак был значительно больше. Через станцию курсировали следующие поезда:
| Поезд | Сообщение                  | Дни курсирования     |
| ----- | -------------------------- | -------------------- |
| 607Й  | Кумертау — Учалы           | С 2007 года отменён  |
| 608Й  | Учалы — Кумертау           | С 2007 года отменён  |
| -     | Уфа — Оренбург             | С 2010 года отменён  |
| -     | Оренбург — Уфа             | С 2010 года отменён  |
| -     | Кумертау — Москва          | С 24.05.2012 отменён |
| -     | Москва — Кумертау          | С 24.05.2012 отменён |
| -     | Кумертау — Санкт-Петербург | С 10.2011 отменён    |
| -     | Кумертау-Нижневартовск     | С 24.05.2012 отменён |
| -     | Кумертау — Новый Уренгой   | С 24.05.2012 отменён |
| 610Й  | Ульяновск — Ташкент        | С 2016 года отменён  |
| 381Ь  | Ташкент — Ульяновск        | С 2016 года отменён  |

## Пригородное сообщение
Станция Стерлитамак является конечной для большей части пригородных поездов. Скорые пригородные поезда Уфа-Кумертау и Уфа-Оренбург имеют по станции Стерлитамак стоянку длительностью от 5 до 10 минут. По состоянию на ноябрь 2021 года пригородное сообщение осуществляется рельсовыми автобусами РА1, РА2 и РА3 по следующим направлениям:
- Стерлитамак — Карламан (ежедневно, 1 поезд сообщением Стерлитамак-Карламан и 2 поезда сообщением Карламан-Стерлитамак)
- Стерлитамак — Уфа (ежедневно, 1 пара поездов)
- Стерлитамак — Кумертау (ежедневно, 1 пара поездов)
- Уфа — Кумертау (ежедневно, 1 пара поездов)
- Уфа — Оренбург (ежедневно, 1 пара поездов)

3 апреля 2021 года было запущено ежедневное движение скорого пригородного поезда РА3 "Орлан" по маршруту Кумертау-Уфа (с остановками в Мелеузе, Салавате, Стерлитамаке, Карламане и Дёме). Полное время в пути составляет около 4 часов, участок Стерлитамак-Уфа поезд проезжает примерно за 2 часа 10 минут, что сопоставимо с временем следования междугородних автобусов. Расписание составлено с учётом утреннего прибытия в Уфу и вечернего отправления из столицы Башкортостана. 12 июня 2021 года была назначена вторая пара скорых "Орланов" по маршруту Уфа-Кумертау с вечерним прибытием и утренним отправлением из Уфы.
27 сентября 2021 года было открыто регулярное движение скорых пригородных поездов РА3 "Орлан" по межрегиональному маршруту Уфа-Оренбург (с остановками в Дёме, Стерлитамаке, Салавате, Мелеузе и Кумертау). Поезд находится в пути около шести часов, участок Уфа-Стерлитамак преодолевает в среднем за 2 часа 10 минут. Из Уфы скорый поезд отправляется утром, прибывает обратно в столицу Башкортостана вечером. С вводом в график поезда Уфа-Оренбург назначенная 12 июня пара поездов Уфа-Кумертау выведена из графика.
Текущее расписание пригородных поездов по станции Стерлитамак можно посмотреть здесь:
- Расписание пригородных поездов. Яндекс.Расписания.

В прошлом объем движения пригородных поездов по станции Стерлитамак был больше. Курсировали следующие составы:
| Поезд          | Сообщение           | Дни Курсирования     | Остановки |
| -------------- | ------------------- | -------------------- | --------- |
| -              | Салават-Стерлитамак | Отменён              | -         |
| -              | Стерлитамак-Салават | Отменён              | -         |
| -              | Салават-Стерлитамак | Отменён              | -         |
| -              | Стерлитамак-Салават | Отменён              | -         |
| 6243/6245/6246 | Кумертау — Уфа      | С 01.09.2014 отменён | -         |
| 6241/6242/6244 | Уфа — Кумертау      | С 01.09.2014 отменён | -         |

## Грузовые операции
- Приём и выдача мелких отправок грузов, требующих хранения в крытых складах станций.
- Приём и выдача повагонных отправок грузов, допускаемых к хранению на открытых площадках станций.
- Приём и выдача грузов повагонными и мелкими отправками, загружаемых целыми вагонами, только на подъездных путях и местах необщего пользования.
- Приём и выдача повагонных отправок грузов, требующих хранения в крытых складах станций.
- Приём и выдача грузов в универсальных контейнерах транспорта массой брутто 3 и 5 т на станциях.
- Приём и выдача грузов в универсальных контейнерах транспорта массой брутто 20 т на станциях.
- Приём и выдача мелких отправок грузов, допускаемых к хранению на открытых площадках станций
- Приём и выдача грузов в универсальных контейнерах транспорта массой брутто 30 т на станциях.

## Поезда специального назначения, побывавшие на станции
- Ретро-поезд Победы.
- Передвижной выставочно-лекционный комплекс ОАО «РЖД».
- Агитпоезд ЛДПР.